# Dariusz Kubok
Dariusz Kubok – filozof, profesor Wydziału Humanistycznego (kiedyś: Wydziału Nauk Społecznych) Uniwersytetu Śląskiego w Katowicach.

## Życiorys
Uzyskał tytuł magistra filozofii na Uniwersytecie Śląskim w Katowicach w 1995 roku. Stopień doktora filozofii (historia filozofii starożytnej) uzyskał tamże w 1998 roku, natomiast habilitację z nauk humanistycznych otrzymał tamże w 2004 roku. Od 2009 roku jest profesorem Uniwersytetu Śląskiego. W swoich poglądach próbuje m.in. nawiązywać do tradycji filozofii antycznej, za główne środki nauczania uznaje ironię i pytania sokratejskie.

## Publikacje
- Mundus sensibilis i mundus intelligibilis u Immanuela Kanta (wydawnictwo Uniwersytetu Mikołaja Kopernika w Toruniu, 1997)
- Problem apeiron i peras w filozofii przedsokratejskiej, Uniwersytet Śląski, Katowice, 1998, ss. 168, ISBN 83-85355-57-X.
- Między kantyzmem a neokantyzmem, pod red. Andrzeja J. Norasa i Dariusza Kuboka, Wydawnictwo Uniwersytetu Śląskiego, Katowice 2002, ss. 160, ISBN 83-226-1187-0.
- Prawda i mniemania. Studium filozofii Parmenidesa z Elei, Wydawnictwo Uniwersytetu Śląskiego, Katowice 2004, ss. 504, ISBN 83-226-1310-5; (nominacja do Nagrody im. Jana Długosza, 2005).
- Status mniemań w koncepcji Platona w świetle filozofii przedplatońskiej („Zeszyty Naukowe - Uniwersytet Warszawski. Filia w Białymstoku”, 2005)[3]
- Prawda i świat człowieka. Studia i szkice filozoficzne, pod. red. D. Kuboka, Wydawnictwo Akademii Ekonomicznej w Katowicach, Katowice 2008, ss.197, ISBN 978-83-7246-934-2.
- Trzy obszary badań społecznych. Historia, politologia, public relations, pod red. D. Kuboka, Wydawnictwo Akademii Ekonomicznej w Katowicach, Katowice 2008, ss. 287, ISBN 978-83-7246-425-5.
- Kawałki i inna poezja, Będzin, Magic, 2011.
- Postacie i funkcje logosu w filozofii greckiej, red. D. Kubok i D. Olesiński, wyd. Uniwersytetu Śląskiego, Bielsko-Biała 2011
- Podstawy filozofii dla uczniów i studentów, autorzy: D. Kubok, K. Wieczorek, A.J. Noras, M. Wojewoda, red. K. Wieczorek, Videograf, Chorzów 2012, ISBN 978-83-7835-095-8.
- „Folia Philosophica”, vol. 34, Special issue: Forms of Criticism in Philosophy and Science, ed. by Dariusz Kubok, Katowice 2015, ss. 281, ISSN 0208-6336, ISSN 1231-0913.
- Podstawy filozofii dla uczniów i studentów, autorzy: D. Kubok, K. Wieczorek, A.J. Noras, M. Wojewoda, red. K. Wieczorek, Videograf, Chorzów 2016, wyd. 2.
- Dariusz Kubok (ed.): Thinking Critically: What Does It Mean? The Tradition of Philosophical Criticism and Its Forms in the European History of Ideas. Berlin/Boston: De Gruyter 2017.
- Krytycyzm, sceptycyzm i zetetycyzm we wczesnej filozofii greckiej, Katowice: Wydawnictwo Uniwersytetu Śląskiego, 2021; (nominacja do Nagrody im. Jana Długosza, 2022).